# Équipe de France de football en 1953
Chronologie
Saison précédente Saison suivante
Cet article traite de l'année 1953 de l'équipe de France de football.
- Contre le  Luxembourg le 17 décembre une sélection « Espoirs » entraînée par Albert Batteux est alignée. Ce match a été officialisé a posteriori dans la liste des matches « A » car étant qualificatif pour la Coupe du monde.

- le 22 décembre Paul Nicolas démissionne. Il est remplacé par Alex Thépot au Comité de sélection.

## Les matchs
| Date              | Stade                                           | Adversaire           | Score | Comp | Buteurs français                                                                   |
| 14 mai 1953       | Stade olympique Yves-du-Manoir Colombes, France | Pays de Galles       | V 6-1 | A    | Gardien (10e & 33e), Kopa (14e & 37e), Bonifaci (73e), Ujlaki (88e)                |
| 11 juin 1953      | Rasunda Stadium Solna, Suède                    | Suède                | D 0-1 | A    | -                                                                                  |
| 20 septembre 1953 | Stade Municipal Luxembourg, Luxembourg          | Luxembourg           | V 6-1 | QCM  | Piantoni (5e), Kopa (10e), Cicci (41e), Glovacki (42e), Kargu (73e), Flamion (88e) |
| 4 octobre 1953    | Dalymount Park Dublin, Irlande                  | République d'Irlande | V 5-3 | QCM  | Glovacki (23e), Penverne (40e) et Ujlaki (50e & 69e), Flamion (72e)                |
| 18 octobre 1953   | Dynamo Zagreb, Yougoslavie                      | Yougoslavie          | D 1-3 | A    | Marcel (44e)                                                                       |
| 11 novembre 1953  | Stade olympique Yves-du-Manoir Colombes, France | Suisse               | D 2-4 | A    | Ujlaki (2ecf & 62e)                                                                |
| 25 novembre 1953  | Parc des Princes Paris, France                  | République d'Irlande | V 1-0 | QCM  | Piantoni (73e)                                                                     |
| 17 décembre 1953  | Parc des Princes Paris, France                  | Luxembourg           | V 8-0 | QCM  | Desgranges (2e & 88e), Vincent (6e & 10e), Fontaine (21e, 75e & 80e), Foix (57e)   |

A : match amical. QCM : match de qualification pour la coupe du monde 1954.

## Les joueurs
| Joueurs                                                                     |    |    |     |    |    |     |    |    |
| Gardiens de but                                                             |    |    |     |    |    |     |    |    |
| César Ruminski (Lille OSC) (6e sélection)                                   | 90 |    |     |    |    |     |    |    |
| François Remetter (FC Metz) (1re sélection)                                 |    | 90 | r82 |    |    | r68 | 90 |    |
| René Vignal (RC Paris)                                                      |    |    | 8   | 90 | 90 | 22  |    |    |
| Jean-Pierre Kress (RC Strasbourg) (1re et dernière sélection)               |    |    |     |    |    |     |    | 90 |
| Défenseurs                                                                  |    |    |     |    |    |     |    |    |
| Roger Marche (Stade de Reims)                                               | 90 | 90 | 90  | 90 | 90 | 90  | 90 |    |
| Robert Jonquet (Stade de Reims)                                             | 90 | 90 | 90  | 90 | 90 | 90  |    |    |
| Lazare Gianessi (CO Roubaix-Tourcoing/AS Monaco)                            | 90 | 90 | 90  | 90 |    | 90  | 90 |    |
| René Pleimelding (Toulouse FC) (1re et dernière sélection)                  |    |    |     |    | 90 |     |    |    |
| Ahmed Mihoubi (Toulouse FC) (1re et dernière sélection)                     |    |    |     |    |    |     | 90 |    |
| Antoine Pazur (LOSC) (1re et dernière sélection)                            |    |    |     |    |    |     |    | 90 |
| Marius Bruat (FC Sochaux) (1re et dernière sélection)                       |    |    |     |    |    |     |    | 90 |
| Robert Lemaître (LOSC) (1re sélection)                                      |    |    |     |    |    |     |    | 90 |
| Milieux                                                                     |    |    |     |    |    |     |    |    |
| Jean-Jacques Marcel (FC Sochaux) (1re sélection)                            | 90 | 90 |     | 90 | 90 | 90  | 90 |    |
| Antoine Bonifaci (OGC Nice) (12e et dernière sélection)                     | 90 |    |     |    |    |     |    |    |
| Armand Penverne (Stade de Reims)                                            |    | 90 | 90  | 90 | 90 | 90  |    |    |
| André Strappe (LOSC)                                                        |    | 90 |     |    |    |     | 90 |    |
| Raymond Cicci (Stade de Reims) (1re et dernière sélection)                  |    |    | 90  |    |    |     |    |    |
| Léon Glovacki (Stade de Reims) (1re sélection)                              |    |    | 90  | 90 | 90 |     |    |    |
| Antoine Cuissard (OGC Nice) (26e sélection)                                 |    |    |     |    |    |     | 90 |    |
| Guillaume Bieganski (LOSC) (1re sélection)                                  |    |    |     |    |    |     |    | 90 |
| Abderrahman Mahjoub (OGC Nice) (1re sélection)                              |    |    |     |    |    |     |    | 90 |
| Attaquants                                                                  |    |    |     |    |    |     |    |    |
| Raymond Kopa (Stade de Reims)                                               | 90 | 90 | 90  | 90 | 90 | 90  |    |    |
| Édouard Kargu (Girondins de Bordeaux) (4 dernières sélections)              | 90 | 90 | 90  |    |    | 90  |    |    |
| Joseph Ujlaki (Nîmes Olympique/(OGC Nice)                                   | 90 | 90 |     | 90 | 90 | 90  | 90 |    |
| René Gardien (FC Sochaux) (uniques sélections)                              | 90 | 90 |     |    |    |     |    |    |
| Roger Piantoni (FC Nancy)                                                   | 90 |    | 90  | 90 | 90 |     | 90 |    |
| Pierre Flamion (AS Troyes-Savinienne)                                       |    |    | 90  | 90 | 90 | 90  |    |    |
| Edmond Haan (RC Strasbourg) (4e et dernière sélection)                      |    |    |     |    |    | 90  |    |    |
| Léon Deladerrière (FC Nancy) (5e sélection)                                 |    |    |     |    |    |     | 90 |    |
| Abdesselem Ben Mohammed (Girondins de Bordeaux) (1re et dernière sélection) |    |    |     |    |    |     | 90 |    |
| Jean Desgranges (RC Lens) (1re et dernière sélection)                       |    |    |     |    |    |     |    | 90 |
| Just Fontaine (OGC Nice) (1re sélection)                                    |    |    |     |    |    |     |    | 90 |
| Jacques Foix (AS Saint-Étienne) (1re sélection)                             |    |    |     |    |    |     |    | 90 |
| Célestin Oliver (UA Sedan Torcy) (1re sélection)                            |    |    |     |    |    |     |    | 90 |
| Jean Vincent (LOSC) (1re sélection)                                         |    |    |     |    |    |     |    | 90 |